# Театр для детей и молодёжи
Театр для детей и молодёжи — муниципальный театр города Кемерово. Основу труппы составляют молодые актёры, выпускники российских театральных институтов, училищ и вузов культуры. Репертуар театра рассчитан на взрослых, подростков и детей.

## История

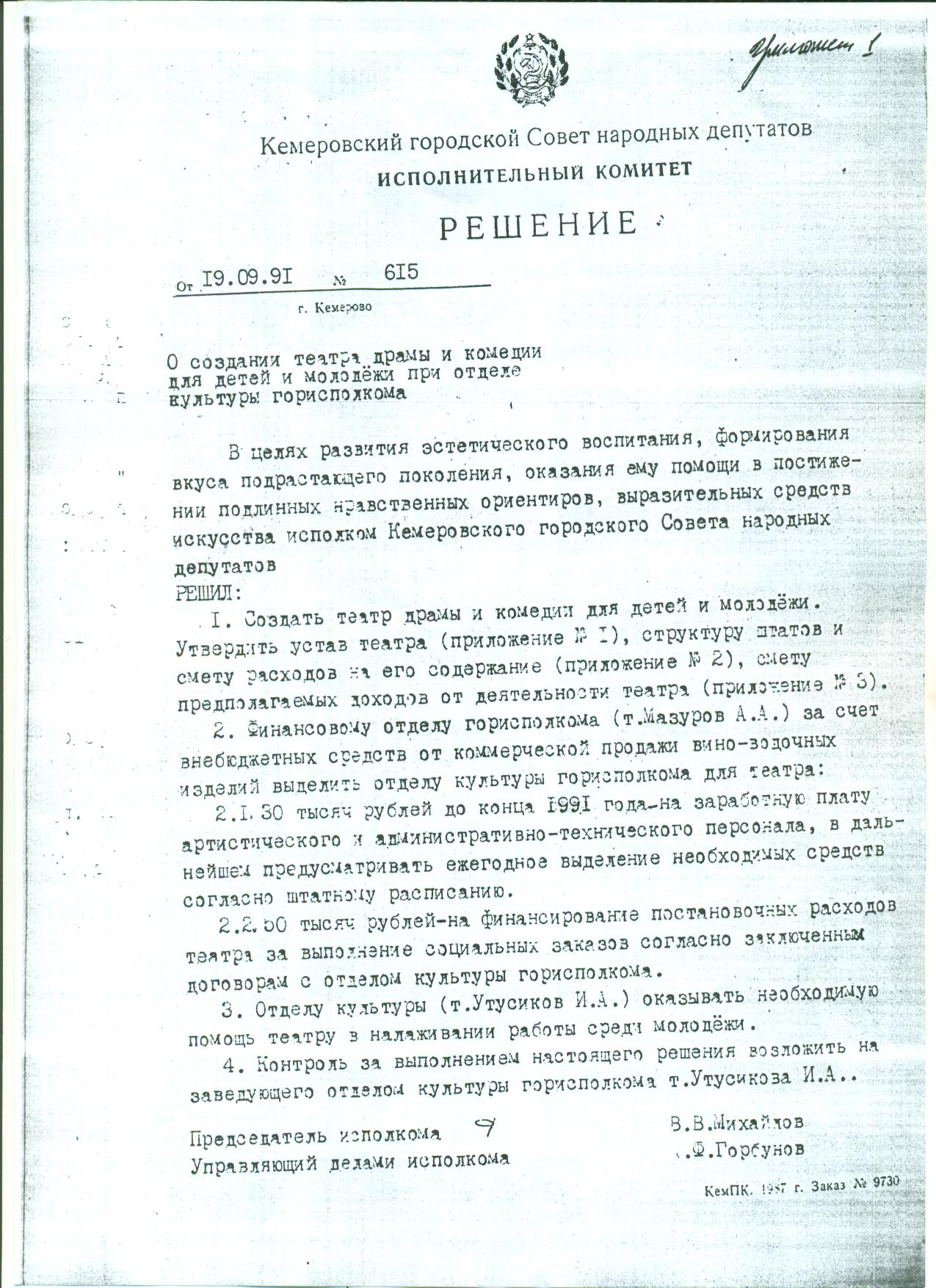
Решение о создании театра драмы и комедии для детей и молодёжи при отделе культуры горисполкома, 1991 год

История Кемеровского театра для детей и молодёжи началась в 1991 году. Сергей и Татьяна Внуковы (получившие образование в Иркутском
театральном училище) основали при Кемеровском отделении Союза театральных деятелей детскую театральную студию, куда набирали юношей и девушек 15-16 лет. В сентябре 1991 года была представлена первая постановка по пьесе А. Хмелика «А всё-таки она вертится!».

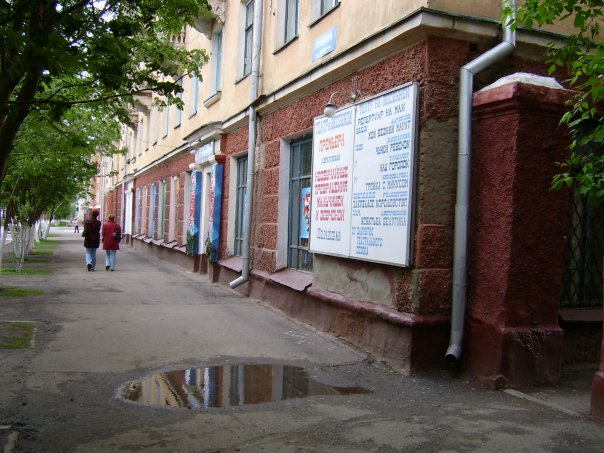
Первое здание театра на ул. Весенней, 6

В скором времени студия получила статус театра: 19 сентября 1991 года Председатель исполкома города Кемерово Михайлов В. В. подписал решение «О создании театра драмы и комедии для детей и молодёжи при отделе культуры горисполкома». Театру выделили помещение в бывшем здании Горкома ВЛКСМ (на первом этаже жилого дома по ул. Весенней, 6). Здесь была расположена сцена со зрительным залом на 64 места, зал для репетиций и производственные помещения (цеха и др.). С этого момента театр стал носить название «Театр драмы и комедии для детей и молодёжи на Весенней». Сергей Внуков возглавил театр в качестве художественного руководителя и режиссёра-постановщика, Татьяна Внукова — взяла на себя обязанности директора, труппа театра формировалась из воспитанников студии, а также студентов театральных вузов и училищ. В это время ставились такие спектакли, как «Двенадцатая ночь» (У. Шекспир), «Романтики» (Э. Ростан), «Квадратура круга» (В. Катаев), «Семейный портрет с посторонним» (С. Лобозёров), «Старший сын» (А. Вампилов) и др. Театр гастролировал по Кемеровской области, также выезжал на гастроли в Белоруссию.
В конце 1990-х годов художественный руководитель и режиссёр-постановщик Сергей Внуков переехал в Москву и труппу возглавил директор — Татьяна Внукова. Под её руководством театр находился до 2004 года.

…В ходе пяти проверок театра «На Весенней» в его работе обнаружен ряд нарушений, в том числе финансовых, и 13 августа 2004 г. мэр Владимир Михайлов решил не продлять контракт с Татьяной Внуковой.— мультипортал KM.ru
В 2004 году муниципалитет, которому подотчётен театр, принял решение о смене его художественного и административного руководства. Директором театра назначили Григория Забавина, главным режиссёром — Ирину Латынникову.
В 2004 году Театр драмы и комедии для детей и молодёжи на Весенней оказался без репертуара (в соответствии с законом об авторском праве режиссёра-постановщика на его постановку, спектакли, поставленные при Татьяне Внуковой, не могли продолжать идти при новом руководстве). Это обстоятельство заставило И. Латынникову в первый год своего художественного руководства (сезон 2004—2005) поставить десять спектаклей.
Премьера первого спектакля, поставленного новым режиссёром, состоялась 10 сентября 2004 года.

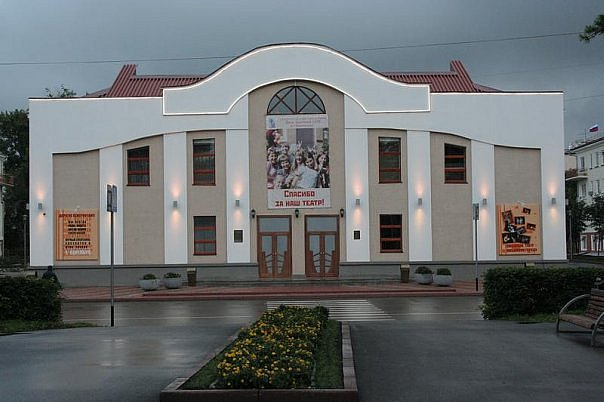
Реконструированное здание на ул. Арочная,37

В 2005 году театр переехал в капитально реконструированное здание бывшего Дома культуры Коксохимического завода (ул. Арочная, 37). Здесь поместился зрительный зал на 193 места, сцена с поворотным кругом, было установлено современное световое и звуковое оборудование, налажена театральная машинерия, для артистов большой репетиционный зал, грим-уборные с душевыми комнатами, актёрское фойе. После переезда бывший Театр на Весенней стал называться «Театр для детей и молодёжи». Первый спектакль, поставленный в новом здании, — «Трепетные истории» (К.Драгунская).
Постепенно репертуар расширялся, и Театр снова стал принимать участие в фестивалях, гастролировать.
Первую значимую награду Театр для детей и молодёжи получил в 2010 году: спектакль «Путешествие Нильса с дикими гусями» (С. Лагерлёф) стал победителем в номинациях «Лучший спектакль», «Лучшая режиссура» на II межрегиональном театральном фестивале спектаклей для детей и подростков «Сибирский кот» (г. Улан-Удэ). В 2013 году принял участие в X Всероссийском фестивале театрального искусства для детей «Арлекин» (г. Санкт-Петербург) со спектаклем «Волшебное кольцо» (Б. Шергин) и стал лауреатом Российской Национальной театральной премии «Арлекин», победителем в номинациях «Лучшая женская роль», «Лучшая мужская роль», «Лучшая работа режиссёра» (И. Латынникова) и «Лучший спектакль», а также Театр получил Грант СТД РФ (300 тыс.руб.) на постановку спектакля для детей. В 2014 году Театр отправился на ХI фестиваль театрального искусства для детей «Арлекин» со спектаклем «Что случилось с крокодилом» (М. Москвина) и во второй раз победил в номинациях «Лучшая мужская роль» и «Лучшая работа режиссёра» (И. Латынникова).
В ноябре 2016 года Театр для детей и молодёжи отпраздновал юбилей — 25 лет.

## Фестивали и гастроли
- 1999 год — Гастроли Театра в республику Беларусь, город Минск (в помещении театра юного зрителя). Спектакли «Хихо из Багдада», «Романтики», «Квадратура круга».
- Театральный фестиваль «Реальный театр» город Екатеринбург — делегаты от театра.
- 2001 год — Форум молодёжных театров «Театральная осень», город Владимир. Спектакль «Семейный портрет с посторонним» по пьесе С. Лобозёрова.
- III Всероссийский театральный фестиваль современной драматургии им. А. Вампилова, город Иркутск. Спектакль «Семейный портрет с посторонним» по пьесе С. Лобозёрова.
- 2007 год — II Всероссийский театральный фестиваль «Эй, ты, здравствуй!», город Волгоград. Спектакль «Сто дней после детства».
- VI Всероссийский фестиваль современной драматургии им. А. Вампилова, город Иркутск. Спектакль «Живи и помни» (В. Распутин).
- 2008 год — Театральный форум «Пространство режиссуры», город Пермь — делегаты от театра.
- На базе театра состоялся I межрегиональный театральный фестиваль спектаклей для детей и подростков «Сибирский кот».
- 2009 год — VII Всероссийского театрального фестиваля современной драматургии имени А. Вампилова, город Иркутск. Спектакль «Пегий пёс, бегущий краем моря» (Ч. Айтматов) — лауреат.
- 2010 год — II межрегиональный театральный фестиваль спектаклей для детей и подростков «Сибирский кот», город Улан-Удэ. Спектакль «Путешествие Нильса с дикими гусями» (С. Лагерлёф) — победитель в номинациях «Лучший спектакль», «Лучшая режиссура».
- 2011 год — Областной фестиваль «Кузбасс театральный», город Кемерово. Спектакль «Я боюсь любви» (Е. Исаева) — приз «За лучшее художественное оформление спектакля».
- Фестиваль театрального искусства для детей «Арлекин», город Санкт-Петербург. Спектакль «Путешествие Нильса с дикими гусями» (С. Лагерлёф) лауреат, специальный приз СТД РФ.
- VIII Всероссийский театральный фестиваль современной драматургии имени А. Вампилова, город Иркутск. Спектакль «Я боюсь любви» (Е.Исаева) — лауреат.
- 2012 год — II Театральный фестиваль «Сотоварищи», город Тара. Спектакль «Я боюсь любви» (Е. Исаева) — специальными призами жюри за исполнение серии ролей награждены Ольга Червова и Григорий Забавин.
- XI Международный театральный фестиваль «Голоса истории», город Вологда. Спектакль «Возвращение» (А.Платонов) — приз им. имени А. П. Свободина «За раскрытие средствами театра исторического события».
- Межрегиональный театральный фестиваль спектаклей для детей и подростков «Сибирский кот», город Северск. Спектакль «Волшебное кольцо» (Б. Шергин) — Гран-При III.
- IX Международный театральный фестиваль «Я — мал, привет!», город Новый Уренгой. Спектакль «Путешествие Нильса с дикими гусями» (С. Лагерлёф).
- 2013 год — Областной фестиваль «Кузбасс театральный — 2013», город Новокузнецк. Спектакль «Long Distance, или Славянский акцент» (М.Палей) — Гран-При фестиваля (приз Губернатора Кемеровской области).
- X Всероссийский фестиваль театрального искусства для детей «Арлекин», город Санкт-Петербург. Спектакль «Волшебное кольцо» (Б. Шергин) — лауреат Российской Национальной театральной премии «Арлекин», победитель в номинациях «Лучшая женская роль», «Лучшая мужская роль», «Лучшая работа режиссёра» и «Лучший спектакль», специальный приз «Радио России», Грант СТД РФ (300 тыс.руб.) на постановку спектакля для детей.
- 2014 год — ХI фестиваль театрального искусства для детей «Арлекин» и Российская Национальная Театральная премия, город Санкт-Петербург. Спектакль «Что случилось с крокодилом» (М. Москвина) — «Лучшая мужская роль» — Сергей Синицын; «Лучшая работа режиссёра» — Ирина Латынникова, Приз зрительских симпатий « Глазами детей», специальный приз генерального информационного партнёра «Радио России», специальная премия театральных критиков и журналистов.
- III Межрегиональный театральный фестиваль «Ново-Сибирский транзит», город Новосибирск. Спектакль «Утюги» (А. Яблонская) — диплом.
- IV международный фестиваль спектаклей для детей и подростков «Сибирский кот», город Томск, Северск. Спектакль «Что случилось с крокодилом» (М. Москвина) — «Лучший спектакль малой формы».
- IX Международный фестиваль театра и кино «В кругу семьи», город Иркутск. Спектакль «Волшебное кольцоо» — диплом «За яркий актерский ансамбль» и диплом «За яркое актёрское лицедейство».
- IX итоговый всероссийский фестиваль-лаборатория театров для детей и молодёжи «Колесо», город Тверь. Спектакль «Старший сын» (А. Вампилов) — диплом.
- 2015 год — Специальная программа «Детский weekend» Российской национальной театральной премии и фестиваля «Золотая маска», город Москва. Спектакль «Что случилось с крокодилом» (М. Москвина).
- Международный театральный фестиваль «FRATZfestival», Берлин. Спектакль «Что случилось с крокодилом» (М. Москвина).
- 2016 год — Международный театральный фестиваль «Я-мал, привет!», город Новый Уренгой. Спектакль «Что случилось с крокодилом» (М. Москвина).
- 2017 год — Российская Национальная театральная премия «Арлекин», город Санкт-Петербург. Почетная премия «За весомый вклад в развитие детского театра России», статуэтка Арлекина.
- Международный фестиваль камерных театров «Окна», город Новокузнецк. Спектакль «Королева красоты» (М. Макдонах) — «Лучшая женская роль» — Вероника Киселёвой, Ольга Червова.
- Областной фестиваль «Кузбасс театральный-2017. Энергия СегоДня», город Кемерово. Спектакль «Пьяные» (И. Вырыпаев).
- Обменные гастроли Кемеровского Театра для детей и молодёжи и Томского Театра юного зрителя в рамках проекта «Большие гастроли для маленьких» и федерального проекта партии «Единая Россия» «Театры — детям».

## Репертуар театра

### Выдающиеся постановки прошлых лет
- 1999 год — «Колонисты» (А. Макаренко), режиссёр Сергей Внуков
- 2004 год — «Шестеро любимых» (А. Арбузов), режиссёр Ирина Латынникова
- 2007 год — «Включите свет!» (Братья Пресняковы), режиссёр Ирина Латынникова
- 2009 год — «Стеклянный зверинец» (Т. Уильямс), режиссёр Виктор Прокопов

### Современный репертуар
- 2006 год — «Шоколад» (Д. Харрис), режиссёр Ирина Латынникова
- 2009 год — «Дикие лебеди» (Х. К. Андерсен), режиссёр Ирина Латынникова
- 2010 год — «Возвращение» (А.Платонов), режиссёр Ирина Латынникова
- 2010 год — «Путешествие Нильса с дикими гусями» (С. Лагерлёф), режиссёр Ирина Латынникова
- 2011 год — «Волшебное кольцо» (Б. Шергин), режиссёр Ирина Латынникова
- 2012 год — «Старший Сын» (А. Вампилов), режиссёр Алексей Курганов
- 2012 год — «Что случилось с крокодилом» (М. Москвина), режиссёр Ирина Латынникова
- 2012 год — «Сказка о четырёх близнецах» (П.Панчев), режиссёр Ирина Латынникова
- 2013 год — «Утюги» (А. Яблонская), режиссёр Ирина Латынникова
- 2013 год — «Папа», режиссёр Ирина Латынникова
- 2013 год — «Безумный день, или женитьба Фигаро» (П. О. Бомарше), режиссёр Ирина Латынникова
- 2013 год — «Доктор Айболит» (К. Чуковский), режиссёр Ирина Латынникова
- 2014 год — «С вечера до полудня» (В. Розов), режиссёр Ирина Латынникова
- 2014 год — «Королева Красоты» (М. Макдонах), режиссёр Ирина Латынникова
- 2014 год — «Контакт» (А. Югов), режиссёр Ирина Латынникова
- 2014 год — «Алиса в стране чудес» (Л. Кэрролл), режиссёр Ирина Латынникова
- 2015 год — «Электра» (Ж. Жироду), режиссёр Ирина Латынникова
- 2015 год — «Как Циолковский летал на Луну» (М. Хейфец), режиссёр Ирина Латынникова
- 2015 год — «Мальчик и великан» (О. Уайльд), режиссёр Ирина Латынникова
- 2015 год — «Снежная королева» (Х. К. Андерсен), режиссёр Ирина Латынникова
- 2016 год — «Дуэль (повесть)» (А. Чехов), режиссёр Ирина Латынникова
- 2016 год — «Баранкин, будь человеком!» (В. Медведев), режиссёр Ирина Латынникова
- 2016 год — «Смотреть после 10» (У. Старк), режиссёр Ирина Латынникова
- 2016 год — «Сонландия», режиссёр Виталий Дьяченко
- 2016 год — «Три толстяка, или Кукла наследника Тутти» (Ю. Олеша), режиссёр Ирина Латынникова
- 2017 год — «Ночь ошибок» (О. Голдсмит), режиссёр Ирина Латынникова
- 2017 год — «Руфь, или Сентиментальная история, случившаяся на окраине Империи» (Е. Козловский), режиссёр Ирина Латынникова
- 2017 год — «Пьяные» (И. Вырыпаев), режиссёр Ирина Латынникова
- 2017 год — «Мальчик-звезда» (О. Уайльд), режиссёр Ирина Латынникова

### Спектакли театра-студии «Раёк»
- «Император» (Ярослав Мельник), режиссёр Александр Гребенкин
- «Сальери и Сальери» (А. С. Пушкин), режиссёр Фёдор Бодянский
- «Между небом и землёй» (Алексей Слаповский), режиссёр Сергей Сергеев
- «Двинская земля» (Борис Шергин), режиссёр Сергей Сергеев